# 克莱雷拉科特
克莱雷拉科特（法語：Clérey-la-Côte，法語發音：[kleʁɛ la kot] ⓘ）是法国大東部大區孚日省的一个市镇，属于讷沙托区。

## 地理
克莱雷拉科特（48°29'0"N, 5°45'25"E）面积3.18 平方千米，位于法国大東部大區孚日省，该省份为法国东北部内陆省份，北起默兹省和默尔特-摩泽尔省，西接上马恩省，南至上索恩省和贝尔福地区省，东临上莱茵省和下莱茵省。
与克莱雷拉科特接壤的市镇（或旧市镇、城区）包括：瑞班维尔、吕普、蒙莱特鲁瓦、索维尼。

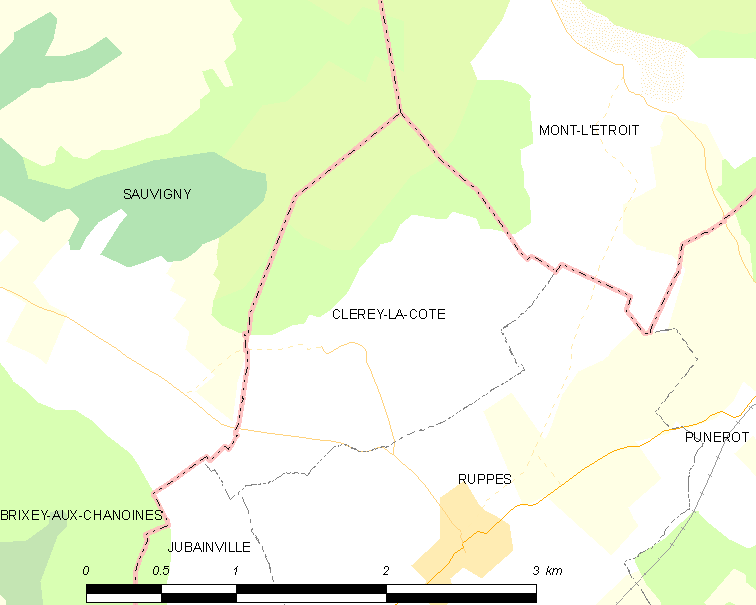
克莱雷拉科特的OSM定位图

克莱雷拉科特的时区为UTC+01:00、UTC+02:00（夏令时）。

## 行政
克莱雷拉科特的邮政编码为88630，INSEE市镇编码为88107。

## 政治
克莱雷拉科特所属的省级选区为讷沙托县。

## 人口

1962-2008年间克莱雷拉科特人口变化图示

克莱雷拉科特于2022年1月1日时的人口数量为27人。